# Sidónio Pais
Sidónio Bernardino Cardoso da Silva Pais (1. maj 1872 i Caminha - 14. december 1918 i Lissabon) var en portugisisk politiker og diplomat som blev valgt i 1918 til den fjerde præsident i Portugal. 
Pais var inden den politiske karriere officer, han blev medlem af det portugisiske parlamentet i 1911, og fra 12. november 1911 blev han den fjerde finansminister for en kort periode. Han var ambassadør i Tyskland mellem 1912 og 1916, indtil Portugal blev en del af den første verdenskrig på allieret side.
Den 5. december 1917 var Pais leder af et oprør mod den demokratisk valgte regering med præsident Afonso Costa. Han blev derefter valgt som premierminister og blev ved valget den 28. april 1918 valgt til præsident. Han var udenrigsminister fra 11. december 1917 frem til 9. maj 1918. 
Pais blev skudt og døde af sårene den 14. december 1918, gerningsmanden var José Júlio da Costa.